# Partido de Berazategui
Berazategui es uno de los 135 partidos de la provincia argentina de Buenos Aires.. Su cabecera es la ciudad de Berazategui.  Forma parte del AMBA, se encuentra al sudeste del conglomerado Gran Buenos Aires, limita al norte con el Partido de Quilmes, al este con el Río de la Plata, al sur con los partidos de La Plata y Ensenada, y al oeste con Florencio Varela.

## Historia

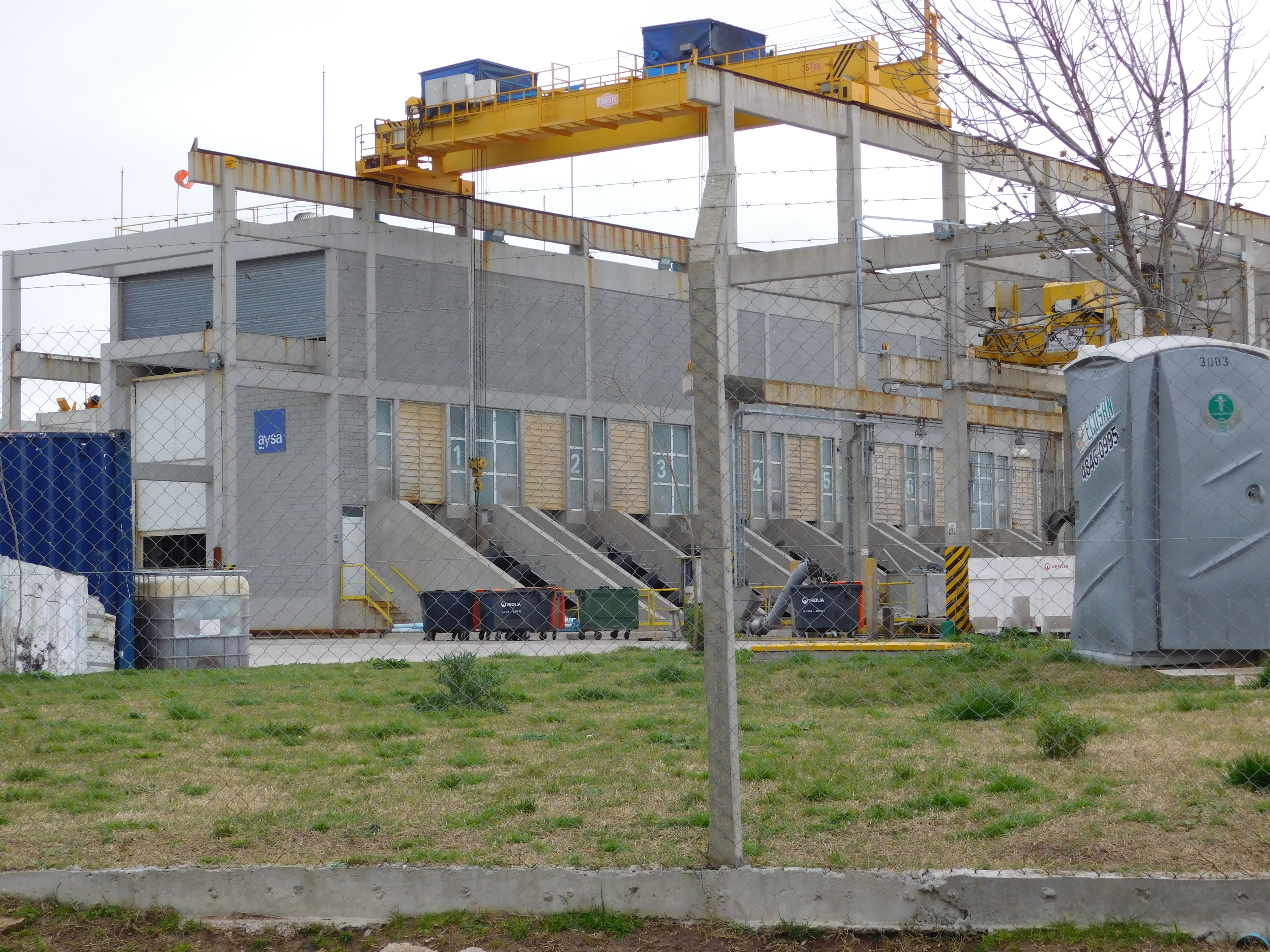
Planta Depuradora "Del Bicentenario" de tratamiento cloacal. Beneficia a cuatro millones de habitantes del Área Metropolitana de Buenos Aires, mejorando la calidad del agua de la costa. Ubicada en la localidad de Berazategui, Argentina.

El partido se creó en 1960, escindido de Quilmes, tras el clamor vecinal de autonomía, que desde hacía tiempo reclamaba soluciones a los problemas comunitarios.

### Desde el siglo XVII
Cuando Juan de Garay procedió a repartir las tierras marginales a la ciudad recién refundada de Buenos Aires, y la franja norte de la parte hoy ocupada por Berazategui fue asignada a Alonso Gómez, la zona central a Pedro de Izarra, mientras que la parte sur fue entregada a Antón Roberto. Los dos últimos comenzaron la explotación de las tierras.
Antón Roberto formó la estancia «Del Corbatón» hacia fines del siglo XVI, la que constituyó el primer núcleo de población en la zona que vendió sus bienes a su lindero Izarra en julio de 1602 pero al fallecer este último en 1622 le sucedió su hija Polonia de Izarra Astor, la que se casó con el general Gaspar de Gaete, el que sobre el arroyo Colares manda a construir un puerto que posteriormente se conocería como «Puerto de Don Gaspar» o «Puerto Colares».
En 1635, ante el incremento de las actividades de contrabando, se otorgó a Gerónino Benavídez una franja de tres leguas, con la obligación por parte de este de mantener un vigía que controlase el arribo de navíos a la zona; ello produjo la decadencia del Puerto de Don Gaspar, lo que hace pensar que era utilizado para el contrabando de mercaderías.
Todos estos hechos se fueron desarrollando en el llamado Pago de la Magdalena, cuya enorme extensión hacía imposible el contralor de las autoridades; por tal razón en 1784 se dividió en tres distritos: San Vicente, Magdalena y Quilmes; con posterioridad se desprendió parte del actual partido de Avellaneda; en 1891 el actual partido de Florencio Varela y en 1960, el hoy municipio de Berazategui.
La población que se radicó tenía características rurales, con faenas agrícola-ganaderas como base fundamental, situación que recién cambiaría a fines del siglo con la llegada del ferrocarril; la estación se construyó en un terreno donado al efecto por José Clemente Berasategui (luego deformado por la ortografía a Berazategui con zeta), con la expresa condición de que debía denominarse con el apellido del donante.
En diciembre de 1872, se inauguró la línea. Su primer jefe de estación fue don Juan Wilches, inglés. En 1906, la empresa resolvió construir un nuevo ramal con desvío a 1 km de la estación Berazategui uniendo el Ferrocarril a la Ensenada con el de Temperley-La Plata, este ramal dio lugar a las localidades de Ranelagh y Villa España, cuyas estaciones fueron inauguradas en 1909.

## Geografía

### Ubicación

Ubicación del partido de Berazategui en el Gran Buenos Aires.

El partido forma parte de la provincia de Buenos Aires, a 23 km al sudeste de la ciudad de Buenos Aires. Su superficie es de 217 km² y sus límites son: al norte el partido de Quilmes, al este el Río de la Plata, al oeste el partido de Florencio Varela y al sur los partidos de La Plata y Ensenada. Está comunicado con las principales ciudades de la zona sur del conurbano Gran Buenos Aires, a través del Ferrocarril General Roca y la Autopista Buenos Aires - La Plata

### Sismicidad
La región responde a la «subfalla del río Paraná», y a la «subfalla del río de la Plata», con sismicidad baja; y su última expresión se produjo el 30 de noviembre de 2018 (6 años), a las 10:27 UTC-3, con una magnitud de 3,8 en la escala de Richter.

### Clima
Su clima es pampeano,considerando el período 1961-1990, empleado para designar los promedios climáticos, la temperatura media es de 16,8 °C y la precipitación anual es de 1214,6 mm. La temperatura más alta registrada en Berazategui fue de 43,3 °C el 29 de enero de 1957 y la más baja fue de -5,4 °C, registrada el 9 de julio de 1918.
A lo largo del siglo XX, como ha sucedido en la mayoría de las grandes ciudades del mundo a causa de la urbanización, las temperaturas de la ciudad han aumentado apenas debido a la isla de calor (desarrollo urbano). Las precipitaciones también se han acrecentado desde 1973, como ya ocurrió en el anterior hemiciclo húmedo: 1870 a 1920.
Si bien los días cubiertos son más frecuentes en invierno, cuando más llueve es en verano, época en que se desarrollan tormentas a veces muy intensas, por lo que enormes cantidades de agua caen en poco tiempo.
En invierno son más comunes lloviznas débiles pero continuas. De todos modos no puede decirse que haya estacionalidad de lluvias. Los veranos son cálidos, con un promedio de enero de 24,4 °C. La elevada humedad puede volver en ocasiones sofocante al tiempo.
La humedad relativa promedio anual es del 71,4 %. Los inviernos son fríos, con heladas frecuentes, y con una temperatura promedio de julio de 8,4 °C. y mínimas que en ocasiones pueden llegar por debajo de los 0 °C.
Las nieblas pueden producirse de manera variable durante el año, aunque no son demasiado frecuentes.
| Parámetros climáticos promedio de Berazategui (temperatura media 1981-2010, valores absolutos 1906-2014) | Parámetros climáticos promedio de Berazategui (temperatura media 1981-2010, valores absolutos 1906-2014) | Parámetros climáticos promedio de Berazategui (temperatura media 1981-2010, valores absolutos 1906-2014) | Parámetros climáticos promedio de Berazategui (temperatura media 1981-2010, valores absolutos 1906-2014) | Parámetros climáticos promedio de Berazategui (temperatura media 1981-2010, valores absolutos 1906-2014) | Parámetros climáticos promedio de Berazategui (temperatura media 1981-2010, valores absolutos 1906-2014) | Parámetros climáticos promedio de Berazategui (temperatura media 1981-2010, valores absolutos 1906-2014) | Parámetros climáticos promedio de Berazategui (temperatura media 1981-2010, valores absolutos 1906-2014) | Parámetros climáticos promedio de Berazategui (temperatura media 1981-2010, valores absolutos 1906-2014) | Parámetros climáticos promedio de Berazategui (temperatura media 1981-2010, valores absolutos 1906-2014) | Parámetros climáticos promedio de Berazategui (temperatura media 1981-2010, valores absolutos 1906-2014) | Parámetros climáticos promedio de Berazategui (temperatura media 1981-2010, valores absolutos 1906-2014) | Parámetros climáticos promedio de Berazategui (temperatura media 1981-2010, valores absolutos 1906-2014) | Parámetros climáticos promedio de Berazategui (temperatura media 1981-2010, valores absolutos 1906-2014) |
| Mes | Ene. | Feb. | Mar. | Abr. | May. | Jun. | Jul. | Ago. | Sep. | Oct. | Nov. | Dic. | Anual |
| --- | --- | --- | --- | --- | --- | --- | --- | --- | --- | --- | --- | --- | --- |
| Temp. máx. abs. (°C)                                                                                     | 43.3 | 38.7 | 37.9 | 36.0 | 31.6 | 28.5 | 30.2 | 34.4 | 35.9 | 35.6 | 36.8 | 40.5 | 43.3 |
| Temp. máx. media (°C)                                                                                    | 30.4 | 28.6 | 26.8 | 23.0 | 19.3 | 16.0 | 15.3 | 17.6 | 19.3 | 22.6 | 25.6 | 28.4 | 23.0 |
| Temp. media (°C)                                                                                         | 24.9 | 23.6 | 22.0 | 17.9 | 14.6 | 11.7 | 11.0 | 12.8 | 14.6 | 17.8 | 20.6 | 23.3 | 17.9 |
| Temp. mín. media (°C)                                                                                    | 20.4 | 19.2 | 17.7 | 13.8 | 10.7 | 8.1 | 7.4 | 8.8 | 10.3 | 13.3 | 15.9 | 18.4 | 13.7 |
| Temp. mín. abs. (°C)                                                                                     | 5.9 | 4.2 | 2.8 | -2.3 | -4.0 | -5.3 | -5.4 | -4.0 | -2.4 | -2.0 | 1.6 | 3.7 | -5.4 |
| Precipitación total (mm)                                                                                 | 138.1 | 127.7 | 139.8 | 118.8 | 92.3 | 58.9 | 60.8 | 64.5 | 72.0 | 126.1 | 117.7 | 117.2 | 1233.9                                                                                                   |
| Días de precipitaciones (≥ 1 mm)                                                                         | 9 | 9 | 9 | 9 | 8 | 6 | 7 | 8 | 7 | 10 | 10 | 9 | 101 |
| Horas de sol                                                                                             | 270 | 241 | 189 | 176 | 174 | 132 | 143 | 174 | 189 | 217 | 252 | 267 | 2424 |
| Humedad relativa (%)                                                                                     | 65 | 70 | 72 | 77 | 76 | 79 | 79 | 74 | 71 | 69 | 68 | 64 | 72.0 |
| Fuente n.º 1: Servicio Meteorológico Nacional                                                            | | | | | | | | | | | | | |
| Fuente n.º 2: The Weather Network                                                                        | | | | | | | | | | | | | |

Vientos
El partido de Berazategui recibe la influencia de dos tipos de vientos zonales: el pampero y la sudestada. El primero proviene del sudoeste, suele iniciarse con una tormenta corta que rápidamente da paso a un aire mucho más frío y seco. Aunque puede darse en cualquier época del año, se da con mayor intensidad en verano; se lo espera cuando refresca luego de días cálidos. La sudestada se da principalmente entre abril y octubre. Consiste en un viento fuerte del sudeste, fresco y muy húmedo, que dura varios días y va muchas veces acompañado de precipitaciones de variada intensidad. El viento continuo hace subir las aguas del Río de la Plata, llegando a veces a producir inundaciones en las zonas costeras rurales de las localidades de Berazategui, Plátanos, Hudson y Pereyra.
Nevadas
Aunque pueden producirse, las nevadas en el partido no son frecuentes. La última nevada importante tuvo oportunidad el 9 de julio de 2007. Ésta comenzó en forma de aguanieve y terminó cubriendo de nieve gran parte de la ciudad. En las zonas suburbanas del partido, la misma llegó a tener un espesor mucho mayor. Ocurrió a consecuencia de un gran viento polar que se extendió por todo el territorio argentino.
Desde que se han obtenido registros sistemáticos del clima, en el año 1870, se sabe también de otra nevada considerable en 1918. En 1912, 1928 y 1967 se vio caer aguanieve.

## División administrativa
El partido se encuentra subdividido en las localidades de:
- Berazategui (cabecera)
- Hudson
- Juan María Gutiérrez
- Ranelagh
- Sourigues
- Pereyra
- Plátanos
- Villa España
- El Pato

### Barrios de Berazategui
- El Progreso
- Barrio Plátanos (Plátanos)
- La Compal (Plátanos)
- Barrio la 36 (Plátanos)
- 3 de Junio (Plátanos)
- Santa Rosa (Plátanos)
- Las Hormigas (Plátanos)
- La Loma (Plátanos)
- Barrio Relámpago.
- Barrio San Martìn
- Comandante Ramos (Berazategui)
- San Juan (Berazategui)
- Villa Julia (Berazategui)
- Nicolás Videla (Berazategui)
- Santa Carmen (Berazategui)
- San Pedro (Berazategui)
- San Carlos (Berazategui)
- Villa Los Quilmes (Berazategui)
- María Angélica (Berazategui)
- Güemes (Berazategui)
- La Canilla
- El bajo (berazategui)
- Villa Mitre (Berazategui)
- Los Pinos (Berazategui)
- Primero de Mayo (Berazategui)
- Los Pinos  (Berazategui)
- 1 de mayo (Berazategui)
- Jacarandá (Berazategui)
- Orión (Berazategui)
- Juan El Bueno (Berazategui)
- El Sol (Berazategui)
- Barrio Primavera (Berazategui oeste)
- Barrio La Esperanza
- Primavera (Berazategui)
- Lomas de Godoy (Berazategui)
- Los Ciruelos (Berazategui)
- Los Manzanos (Berazategui)
- Los Pinos (Berazategui)
- 12 de Octubre (Berazategui)
- Santa María (Berazategui)
- Ducilo (Berazategui)
- El Vidrio (Berazategui)
- Mosconi (Berazategui)
- El Chelín (Berazategui)
- La Serranita (Berazategui)
- Aldana (Berazategui)
- Barrio CGT (Berazategui)
- Barrio Argentina (Berazategui)
- Malvinas Argentinas (Berazategui)
- Villa Olivero (Berazategui)
- Belgrano (Berazategui)
- Barragan (Berazategui)
- General Mitre (Berazategui)
- San Mauro (Berazategui)
- Alberdi (Berazategui)
- Alejandro 1° (Berazategui)
- San Miguel (Berazategui)
- Buenaventura (Berazategui)
- 1° de Mayo (Berazategui)
- El Dorado 1 y 2 (Berazategui)
- Santo Tomás (De Aquino) (Berazategui)
- Barrio Centro Sudoeste
- Bustillo (Hudson)
- Barrio Marítimo (Hudson)
- Río Encantado (Hudson)
- Kennedy Norte (Hudson)
- Kennedy Sur (Hudson)
- Sarmiento (Hudson)
- Villa Matilde (Hudson)
- La Esperanza
- 20 de Junio (Sourigues)
- 6 de Enero (Sourigues)
- San Francisco (Villa España)
- Luchetti (Villa España)
- Barrio Villa España (Villa España)
- Villa Real (Hudson)
- La Porteña (Hudson)
- Textil (Hudson)
- San Marcos (Hudson)
- San Blas (Hudson)
- Pueblo Nuevo (Hudson)
- Los Robles
- Santa Rita (Ranelagh)
- El Martillo (Ranelagh)
- Las Lomas de Ranelagh (Ranelagh)
- Barrio Luz (Ranelagh)
- La Colina (Ranelagh)
- La Prosperidad (Ranelagh)
- Almirante Brown (Ranelagh)
- Los Perales (Ranelagh)
- El Descanso
- Barrio Once (El Pato)
- Barrio Doce (El Pato)
- Barrio Nuevo (El Pato)
- Las Hermanas (Gutiérrez)
- Centenario Sur (Sourigues)
- Los Cedros (Sourigues)
- Parque Las Rosas (Sourigues)
- El Mirador (Hudson)

## Demografía
Según los resultados definitivos del INDEC para el censo de 2022, la población del partido de Berazategui alcanza los 358.712 habitantes.
| Población | 127.740 | 201.862 | 244.929 | 287.913 | 324.244 | 358.712 |
| Variación | -       | +58,02% | +21,33% | +17,54% | +11,22% | +10,6%  |

## Industrias

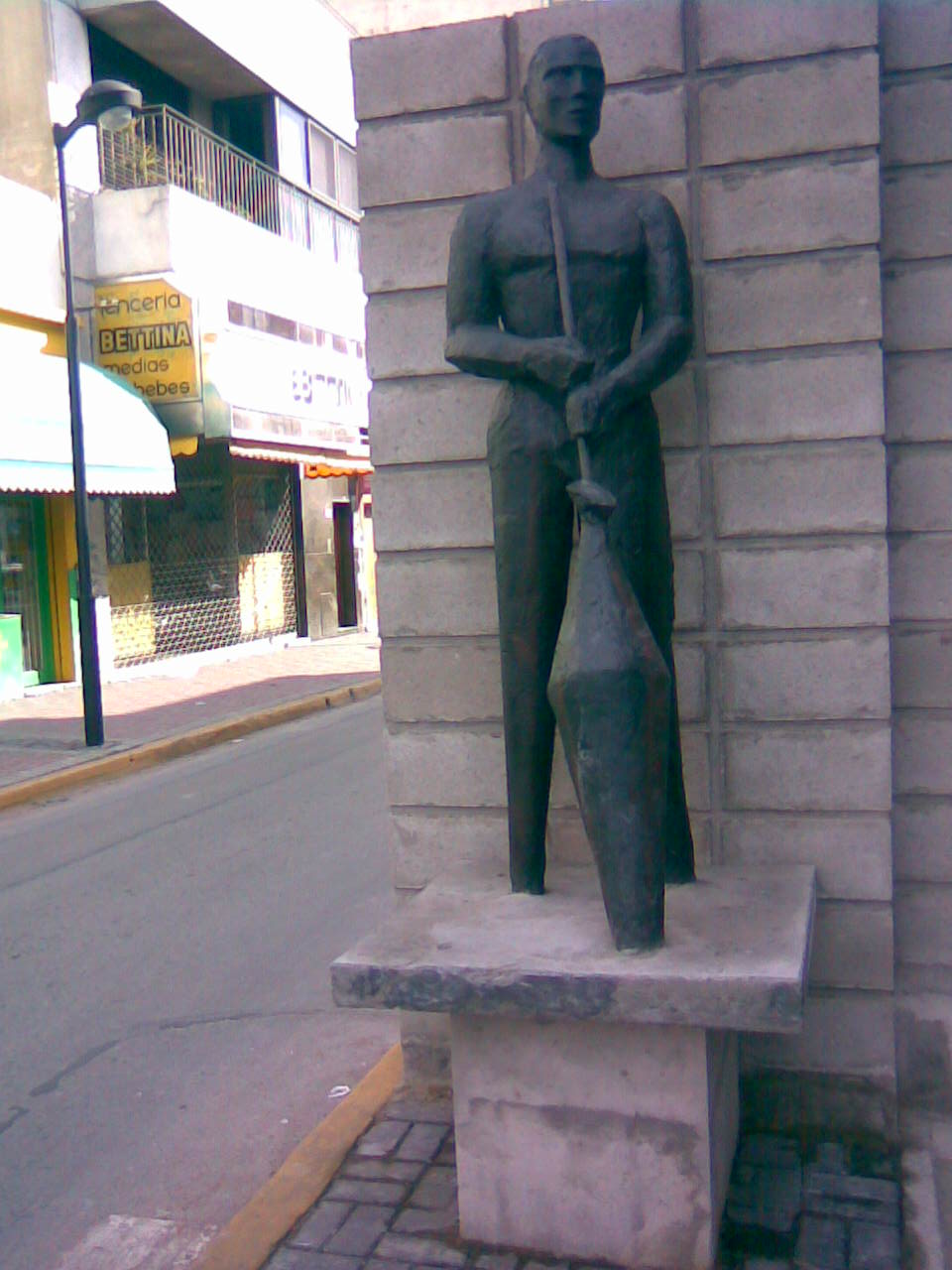
Monumento al trabajador del vidrio.

En el aspecto industrial la primera manifestación está dada por la radicación de un establecimiento productor de carnes saladas a las orillas del Arroyo Jiménez: «England Scott Canning Company Limited» (2.000 operarios). La sociedad quebró en 1894, conservándose aún los cimientos del edificio que ocupara; por ese mismo año, 1894 un industrial de La Boca, don Tomás Liberti fundó una industria productora de cestos de paja para botellas y damajuanas; pocos meses después de iniciar sus labores una huelga determinó la clausura de la industria.
Un cambio total de la fisonomía de la zona lo produce la llegada de Cristalerías Rigolleau; el pueblo agrícola y ganadero hasta entonces, se transforma en ciudad industrial; es 1908 comenzando a producir al año siguiente. La producción manual en un comienzo, se mecaniza en 1925 con equipos muy modernos por entonces. La estación ferroviaria de Berazategui (Línea Roca) está ubicada frente al portón principal esta industria.
Hacia principios del siglo XX se radicó en el pueblo de Conchitas, hoy Guillermo E. Hudson, la Primera Maltería Argentina, la que llegó a ser el establecimiento más importante de este tipo en Sudamérica.
En 1936, se instaló Ducilo, dedicada a la fabricación de fibras textiles artificiales, la que luego diversificó su producción, llegando a fabricar papel celofán, gas freón y nailon.
Desde 1949, funciona la textil Sniafa en la localidad de Plátanos; lozas Vogt, Industrias R.A.B. son otras firmas de importancia establecidas en el Partido. 
Actualmente la industria textil Sniafa y las Industrias R.A.B. han abandonado su producción, pero se han abierto en sus predios un parque industrial y una Ciudad Pyme respectivamente.
Ducilo (del grupo Dupont) fue dividida en distintas empresas y adquiridas por Invista e industriales locales.
A principios del año 1960, se levantó a la vera de la Ruta Nacional 2 la primera planta industrial metalmecánica, que perteneció al grupo Industriales Argentinos Fabricantes de Automotores (IAFA), quienes producían automóviles de la marca francesa Peugeot, a la vez de tener la representación oficial de la marca en el país. Esta fábrica comenzó a operar a mediados de ese año, ensamblando en el país unidades del modelo Peugeot 403, cuyos componentes principales venían desde Francia en sistema Ckd, mientras que en la fábrica se producían algunos de sus componentes para completar su producción. A pesar de haber sido una industria próspera, no contó con el aval de la ADEFA (Asociación de Fabricantes de Automotores de la República Argentina) como para ser considerada una planta de producción (la consideraban un taller de armado artesanal de autos) y unos años más tarde comenzarían a surgir inconvenientes en cuanto a la importación de elementos, lo que terminó decretando el cierre de esta planta, en septiembre de 1964.

## Investigación y desarrollo
En el Parque Pereyra Iraola, dentro del Partido de Berazategui, se encuentra el Instituto Argentino de Radioastronomía.

## Estaciones de ferrocarril
- Estación Berazategui (Línea Roca)
- Estación Plátanos (Línea Roca)
- Estación Hudson (Línea Roca)
- Estación Pereyra (Línea Roca)
- Estación Villa España (Línea Roca)
- Estación Ranelagh (Línea Roca)
- Estación Sourigues (Línea Roca)
- Estación Juan María Gutiérrez (Línea Roca)
- Estación Juan Vucetich (Roca) (Línea Roca) (sin servicio desde el año 1995)
- Estación C. A. El Pato (Línea Belgrano Sur, ex FC Provincial) [ramal clausurado]

## Educación
- 31 de agosto de 1877. La 1ª escuela abrió sus puertas, su fundador fue don Atanasio Lanz, español, graduado en su país natal; residió en Berazategui hasta su muerte, en 1913.
- 21 de febrero de 1911. Se creó por decreto la Escuela N° 5 (Ex N° 2 de Quilmes), cuya primera directora fue María Villalba de Gatica; inició sus actividades en el Barrio de San Salvador. Otras escuelas fueron creadas con posterioridad. Ya en el siglo XXI, superó los 8000 alumnos.
- 28 de marzo de 1966. Se iniciaron las actividades del Politécnico de Berazategui, primera escuela técnica de la ciudad, con sólo 59 alumnos, siete docentes y un ordenanza, funcionó en forma provisional en el Ateneo Rigovisor, cedido por Cristalerías Rigolleau, en calle Lisandro de la Torre y la Avenida Rigolleau (Av. 14). Egresaron más de 25.000 alumnos especializados en Química, Mecánica y Arquitectura.
- 3 de septiembre de 2018. Se creó el Centro Universitario Berazategui en la Diagonal Novak y calle 145 con más de 500 alumnos. Surgió a partir de un acuerdo entre las Universidad Nacional de Quilmes y Universidad Nacional Arturo Jauretche y la empresa Fibercord S.A. Las carreras son:
  - Ciencias de la Salud: Licenciatura en Enfermería; Licenciatura en Organización y Asistencia de Quirófanos; Licenciatura en Kinesiología y Fisiatría; Medicina; y Bioquímica.
  - Ciencias Sociales y Administración: Licenciatura en Administración, Licenciatura en Relaciones del Trabajo, Licenciatura en Trabajo Social; y Licenciatura en Economía.

## Cronología

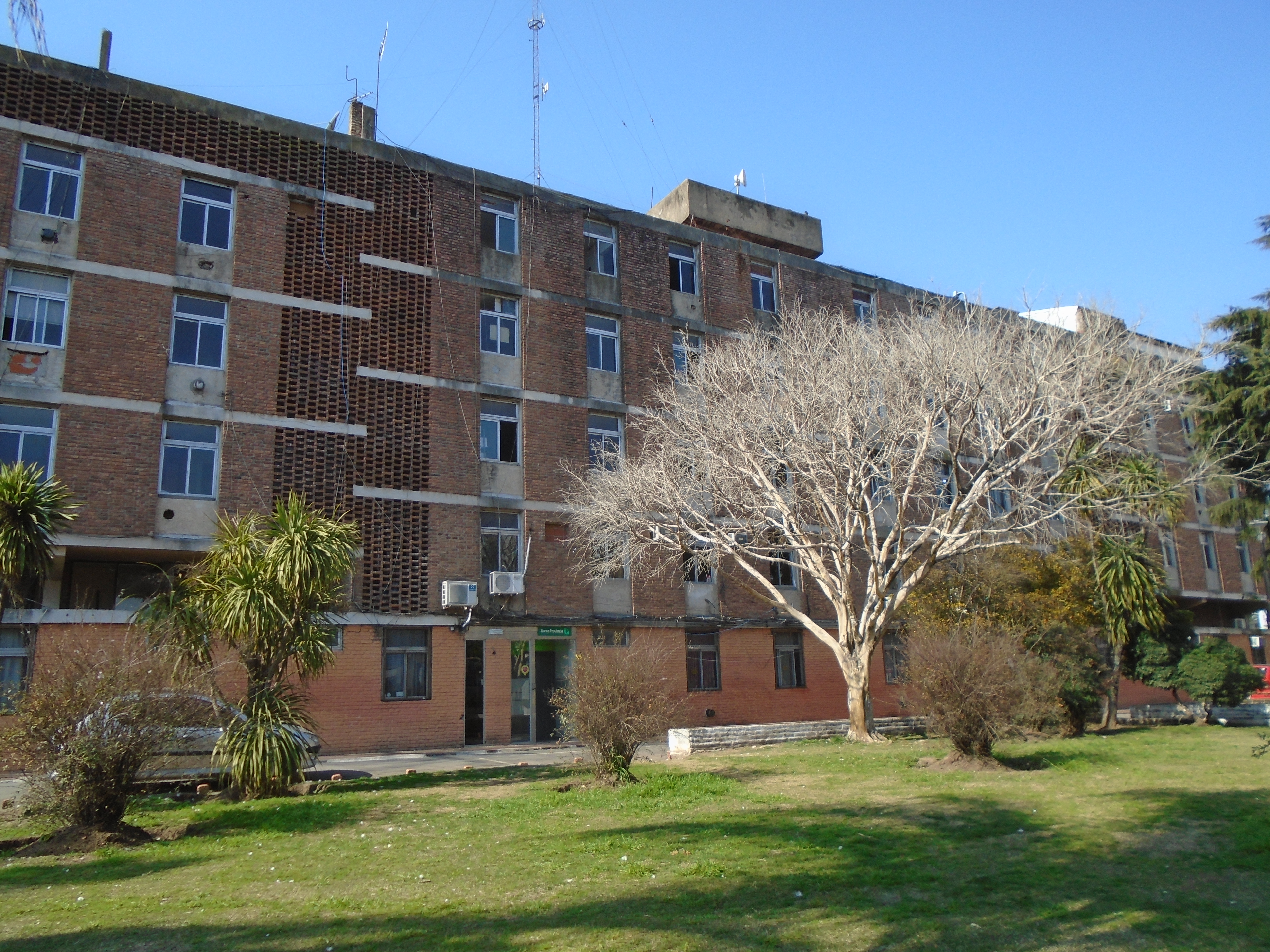
Antiguo Palacio Municipal de Berazategui, en la esquina de las Avenidas Kirchner y Perón.

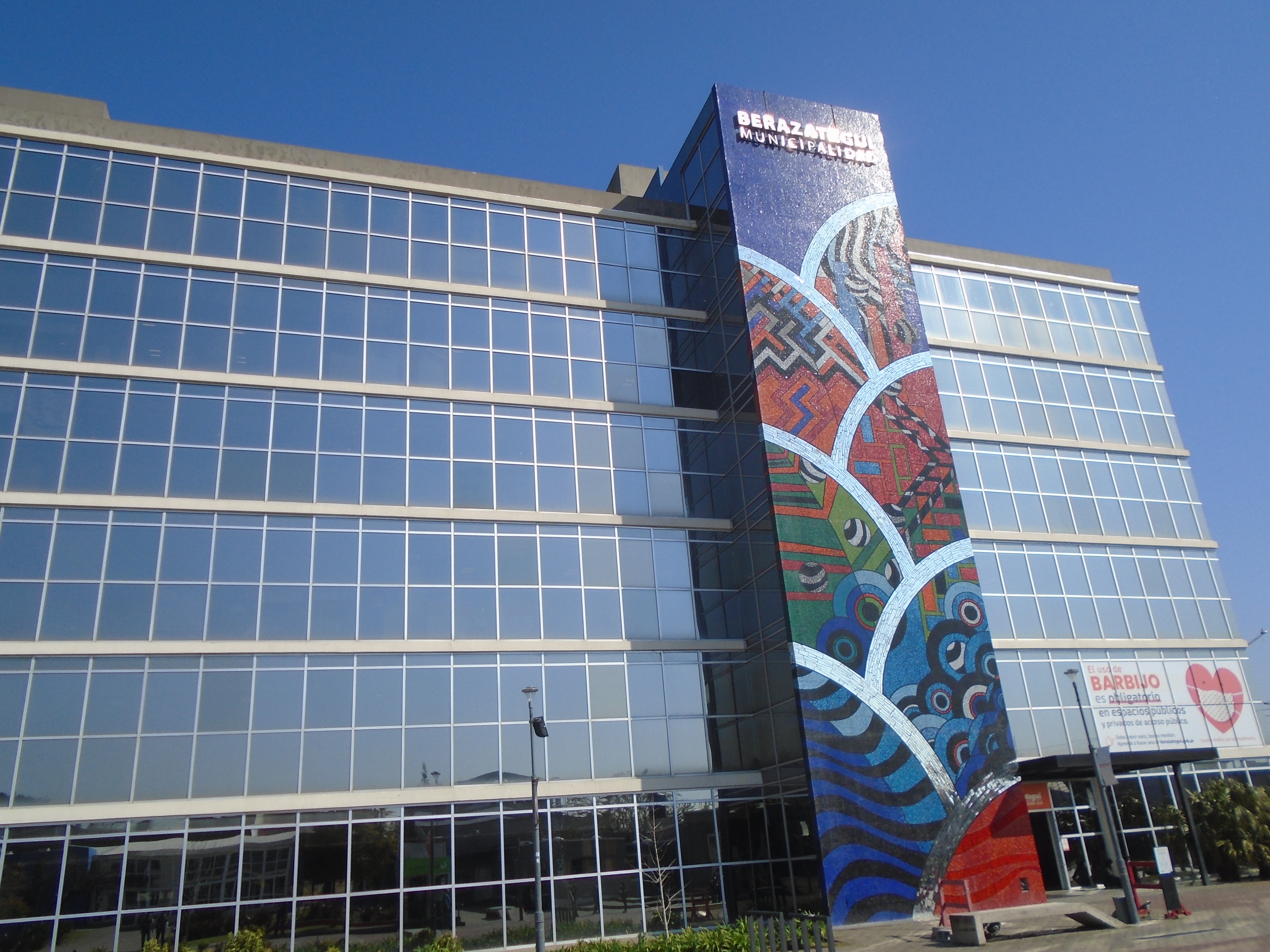
Palacio Municipal de Berazategui, en Av. 14 y 131.

- 1872. El ferrocarril Buenos al Puerto de la Ensenada (actualmente Ferrocarril Roca) extiende sus vías en el partido abarcando las actuales estaciones de Berazategui, Platanos, Hudson y Pereyra
- 1888, 5 de junio se siente fuerte cimbronazo a las 3.20 del terremoto del Río de la Plata de 1888
- 1890. Frente a la estación ferroviaria, se estableció la primera estafeta postal, la que funcionó dentro de un negocio de ramos generales propiedad de don Sebastián Olivero
- 1909. Abrió el Registro Civil, a cargo del escribano Enrique E. Soneyra.
- 1921. Al ser elevada a Oficina e incorporar el servicio de Ahorro Postal, pasó a ocupar un pequeño edificio propio. La localidad de Hudson también contó con su propia oficina postal, y estafetas en Ranelagh, Plátanos, Gutiérrez, etc.
- 1925. Llegó la electricidad para uso domiciliario, a la vez que fue instalado el alumbrado público, cuyo mantenimiento quedó a cargo de la desaparecida compañía CEPBA.
- Hasta 1929 hubo calles de tierra de superficie irregular, casi sin aceras; en ese año, se dio comienzo a la pavimentación del camino que une Berazategui con Quilmes, en una extensión de 3 km
- 1931. Se asfaltó el camino de Berazategui a la Ruta 1 cuya extensión es de 5,1 km
- 1932. Se pavimentaron 50 cuadras en la zona céntrica; 14 más en 1953 y, en 1957, se habilitó la Av. Mitre con 35 cuadras pavimentadas que enlazan a la ciudad de Berazategui con Quilmes, Ezpeleta, Ranelagh, Hudson, Ruta 1.[cita requerida]
- 1960. Berazategui se escinde del partido de Quilmes logrando su autonomia.

## Política

### Intendentes municipales[14]
| Intendente                  | Mandato                                           | Partido | Partido | Alianza | Alianza | Elecciones  |
| --------------------------- | ------------------------------------------------- | ------- | ------- | ------- | ------- | ----------- |
| Emilio Torre                | 2 de febrero de 1961 - 23 de mayo de 1963         |         | Ind.    |         | —       | Comisionado |
| Cnel. Gaspar Hornos         | 23 de mayo de 1963 - 12 de octubre de 1963        |         | Ind.    |         | —       | Comisionado |
| Juan Greco                  | 12 de octubre de 1963 - 30 de junio de 1966       |         | UCRP    |         | —       | 1963        |
| Tte. Cnel. Omar Saganías    | 30 de junio de 1966 - 21 de julio de 1966         |         | Ind.    |         | —       | De facto    |
| Cap. Carlos Ángel Offredi   | 21 de julio de 1966 - 22 de noviembre de 1967     |         | Ind.    |         | —       | De facto    |
| Cnel. Juan Mazza Viancarlos | 22 de noviembre de 1967 - 18 de diciembre de 1967 |         | Ind.    |         | —       | De facto    |
| Edel Vicente Daroqui        | 18 de diciembre de 1967 - 25 de mayo de 1973      |         | UCRI    |         | —       | De facto    |
| Nicolás Milazzo             | 25 de mayo de 1973 - 24 de marzo de 1976          |         | PJ      |         | FREJULI | 1973        |
| Mayor Heriberto Román       | 26 de marzo de 1976 - 5 de abril de 1976          |         | Ind.    |         | —       | De facto    |
| Tte. Cnel. Ricardo Rojas    | 5 de abril de 1976 - 3 de julio de 1981           |         | Ind.    |         | —       | De facto    |
| Rodolfo Spadaccini          | 3 de julio de 1981 - 10 de diciembre de 1983      |         | Ind.    |         | —       | De facto    |
| Arturo Héctor Ramón         | 10 de diciembre de 1983 - 10 de diciembre de 1987 |         | PJ      |         | —       | 1983        |
| Juan José Mussi             | 10 de diciembre de 1987 - 10 de diciembre de 1991 |         | PJ      |         | FREJURE | 1987        |
| Juan José Mussi             | 10 de diciembre de 1991 - 12 de abril de 1994     |         | PJ      | FREJUFE | 1991    |             |
| Carlos Alberto Infanzón     | 12 de abril de 1994 - 10 de diciembre de 1995     |         | PJ      | FREJUFE | 1991    |             |
| Carlos Alberto Infanzón     | 10 de diciembre de 1995 - 10 de diciembre de 1999 | 1995    | PJ      | FREJUFE |         |             |
| Carlos Alberto Infanzón     | 10 de diciembre de 1999 - 8 de enero de 2002      |         | PJ      | CJ      | 1999    |             |
| Remo Salve                  | 8 de enero de 2002 - 2003                         |         | PJ      | CJ      | 1999    |             |
| Beatriz Bree                | 2003 - 10 de diciembre de 2003                    |         | PJ      | CJ      | 1999    |             |
| Juan José Mussi             | 10 de diciembre de 2003 - 10 de diciembre de 2007 |         | PJ      |         | —       | 2003        |
| Juan José Mussi             | 10 de diciembre de 2007 - 28 de diciembre de 2010 |         | PJ      | FPV     | 2007    |             |
| Juan Patricio Mussi         | 28 de diciembre de 2010 - 10 de diciembre de 2011 |         | PJ      | FPV     | 2007    |             |
| Juan Patricio Mussi         | 10 de diciembre de 2011 - 10 de diciembre de 2015 | 2011    | PJ      | FPV     |         |             |
| Juan Patricio Mussi         | 10 de diciembre de 2015 - 10 de diciembre de 2019 | 2015    | PJ      | FPV     |         |             |
| Juan José Mussi             | 10 de diciembre de 2019 - 10 de diciembre de 2023 |         | PJ      |         | FdT     | 2019        |
| Juan José Mussi             | 10 de diciembre de 2023 - En el cargo             |         | PJ      | UP      | 2023    |             |

1. ↑  Designado el 15 de enero, asume formalmente el 2 de febrero.
2. ↑  Destituido por la Revolución Argentina.
3. ↑  Destituido por el Proceso de Reorganización Nacional.
4. ↑  Renunció para asumir como Ministro de Salud de la Provincia de Buenos Aires.
5. ↑  Renunció al cargo.
6. 1 2  Asume como primer concejal.
7. ↑  Renunció para asumir como Secretario de Ambiente y Desarrollo Sustentable.

### Concejo Deliberante

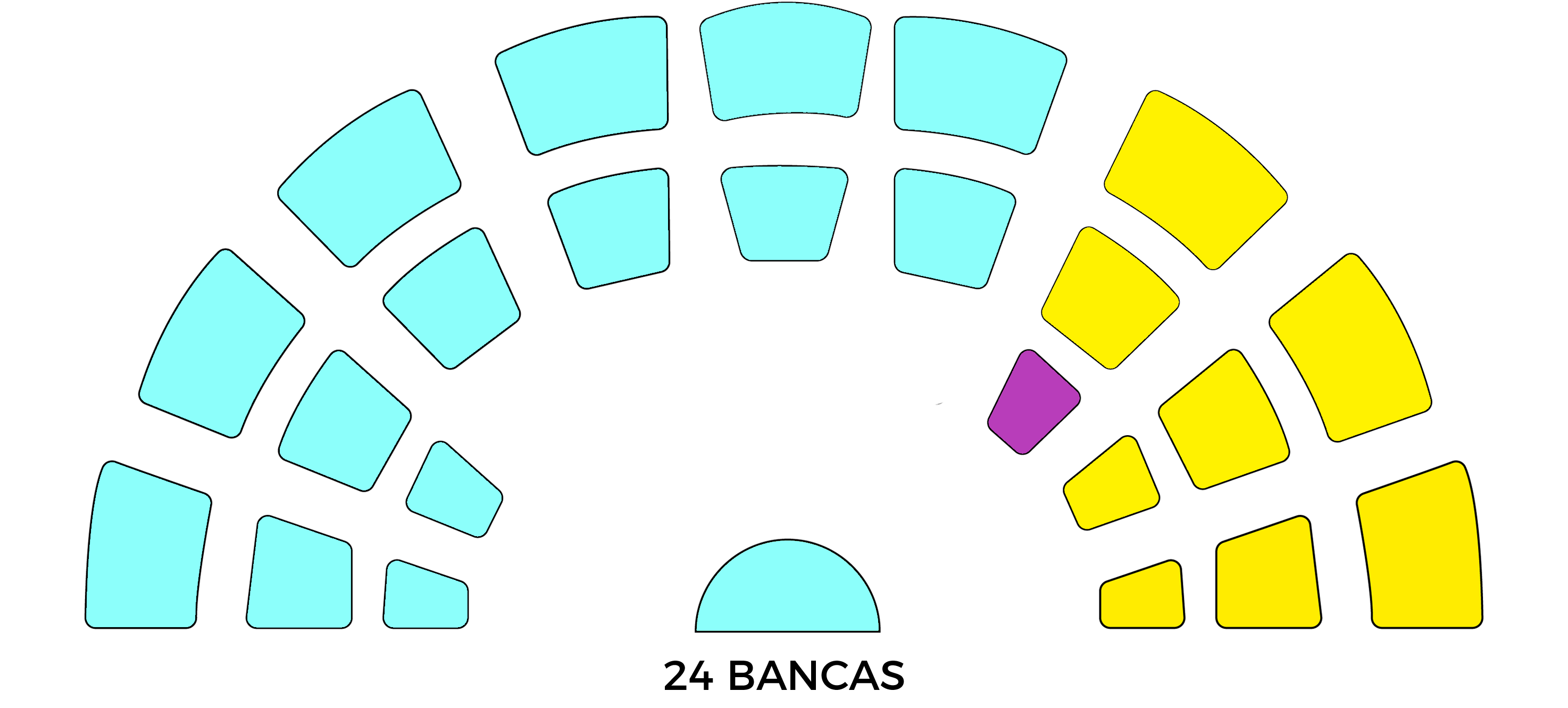
Composición del Concejo Deliberante de Berazategui. Ciclo 2017-2019:
Bloque Justicialista: 15 bancas
Cambiemos: 8 bancas
Frente Renovador Bonaerense: 1 banca

El Cuerpo legislativo esta conformado por 24 ediles.

## Servicios públicos
Berazategui cuenta con los siguientes servicios públicos:
- Alumbrado, barrido y limpieza: Municipalidad de Berazategui.
- Recolección de residuos domiciliarios: Municipalidad de Berazategui.
- Agua corriente y cloacas: Municipalidad de Berazategui, Coopecur Ltda.en Barrio Marítimo
- Gas Natural: Metrogas, Cooperativa Tres Límites (en El Pato).
- Electricidad: Edesur, Edelap
- Telefonía: Telefónica, Cooperativa Tres Límites (en El Pato), Telecentro, Claro.
- Internet: Movistar, Fibertel, TeleCentro, Claro, Arpanet
- TV paga: Cablevisión, Antina, DirecTV, Telecentro, INTV, Movistar, Claro.

## Iglesias católicas
- 1942: Nuestra Señora de la Merced - (P. Mercedarios 49 esq. Eva Perón, Ranelagh)
- 1989: San Pablo - (Calle 522 s/n, Ruta 2 km 39, Villa San Pablo, Berazategui)
- 1978: El Salvador - (Ocaño 939, Gutiérrez)
- 1979: Nuestra Señora del Buen Aire - (Combate de los Pozos 4848, Hudson)
- 1982: Santa Isabel de Hungría - (Calle 44 esq. calle 159, Plátanos)
- 1983: Virgen María Madre del Pueblo - (Calle 109 entre calles 5 y 6, Barrio María Angélica, Berazategui)
- 1984: Nuestra Señora del Puente - (Calle 19 N.º 2613, Berazategui)
- 1992: La Asunción de Santa María - (Calle 25 esq. calle 112, Berazategui)
- 1990: San Cayetano - (Calle 151 N.º 663, Berazategui)
- 1990: Nuestra Señora de Itatí - (Calle 30 N.º 5993, Villa Mitre, Berazategui)
- 1996: San Francisco de Asís - (Calle 138 N.º 2136, Berazategui)
- 1997; Santa Juana Antida Thouret - (Calle 125 entre calles 3 y 4, Berazategui)
- 1998: Nuestra Señora del Milagro - (Calle 61 entre calles 163 y 164, Barrio Pueblo Nuevo, Hudson)
- 2000: San Juan Apóstol y Nuestra Señora - (Calle 360 esq. calle 311, Ranelagh)

### Las iglesias más antiguas
- 1895: Nuestra Señora de Luján (Calle 24 y 148, Villa España); cuya patrona es la Virgen de Luján. Es la parroquia más antigua del municipio.

- 1897: Santa María de Hudson (Calle 159 N.º 5335 esq. 53, Hudson), segunda más antigua del partido. El edificio fue donado el 24 de junio por Claudio Ruiz y Alfonso Ayerza, dueños de estancias en las zonas. El primer vicario asumió el 30 de noviembre.

### La Patrona del municipio
- 1949: Sagrada Familia (Calle 148 y 14, Berazategui). La iglesia patrona del partido de Berazategui

### San José y Santa Cecilia
- 1957: San José y Santa Cecilia (Calle 14 N.º 1394, Berazategui) Pbro. Damián Chiacig

### Virgen de Caacupé y su Políptico
- 1988: Virgen de Caacupé (Calle 136 N.º 650 e/ 6 y 7, Berazategui). En esta parroquia se encuentra el Políptico «Virgen de Caacupé». Políptico «Virgen de Caacupé» (2008)

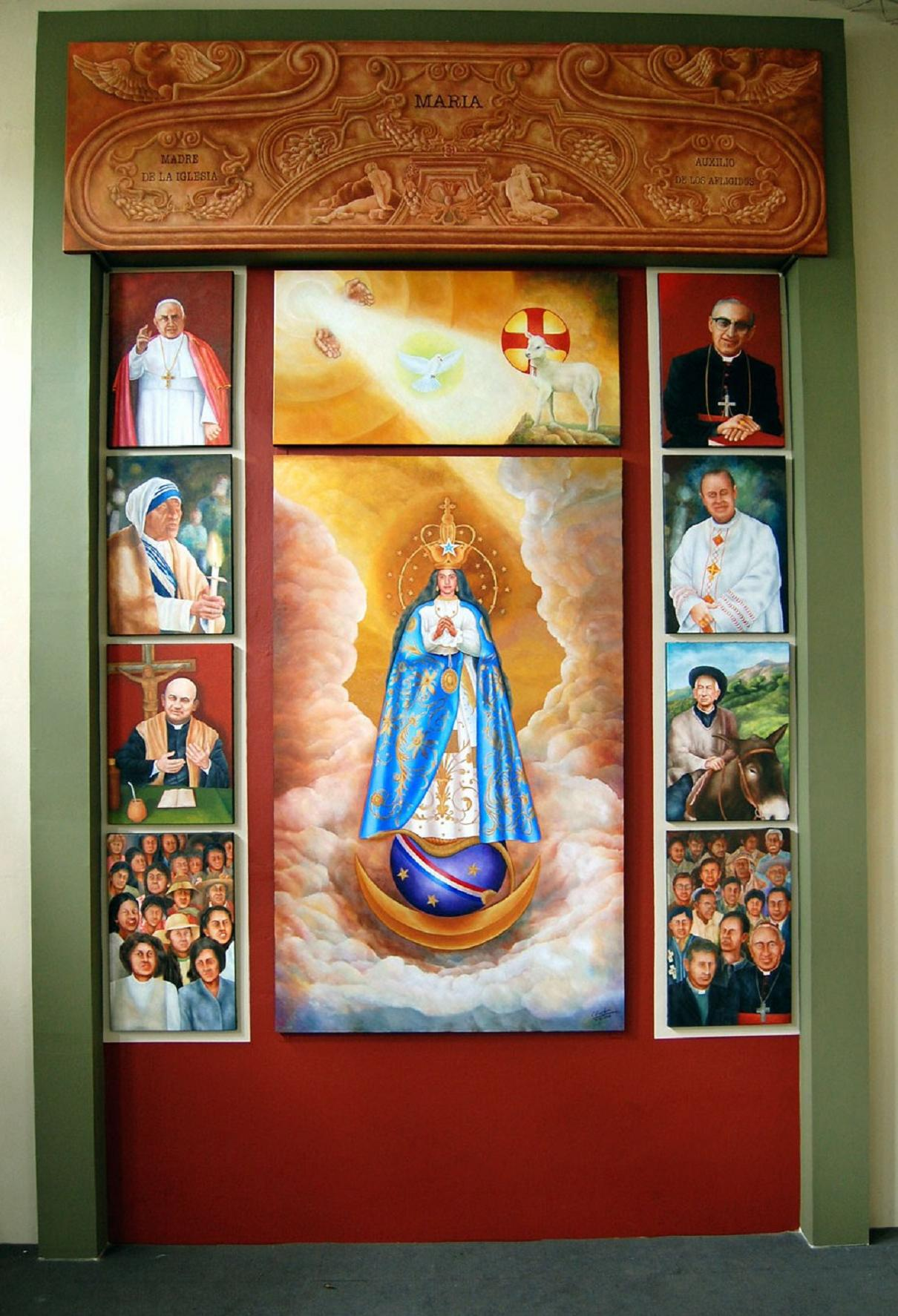
Políptico «Virgen de Caacupé» (2008)

  - Este políptico está dedicado a la Patrona de esta iglesia. Consta de once cuadros, realizado en pintura al óleo sobre tela de lino por el artista italiano Vittorio Giardini y bendecido por Mons. Stöckler, el 8 de diciembre de 2008.
  - El interés del autor por la investigación, lo llevó a seguir con simpatía no solo los acontecimientos sociopolíticos de América Latina, sino también la entusiasta aplicación del espíritu del Concilio Vaticano II. Además, en su viaje a América Latina, entre otras cosas, quedó admirado por la sencillez y profundidad con que el pueblo humilde expresa su amor y cariño hacia la Madre de Jesús y a los santos. La interpretación del Políptico tiene como punto de partida esta experiencia humana y religiosa del autor.
  - El conjunto pictórico se contempla a partir del cuadro que representa la Santísima Trinidad Divina (El Padre: las manos abiertas; El Espíritu Santo: la paloma; Jesús: el cordero). Expresando de este modo el misterio fundamental de la fe cristiana: “Dios invisible, por su gran amor, habla a los hombres como amigos y mora con ellos, para invitarlos a la comunicación entre ellos y recibirlos en su compañía” (Documento sobre la Divina Revelación, n. 2 del Concilio Vaticano II).
  - El amor trinitario que emana, en forma de luz, de la intimidad del corazón divino, se proyecta sobre la Virgen María. Ella representa, al mismo tiempo, a la humanidad redimida y a la Iglesia, fruto acabado de la obra redentora de Dios (Ap. 12 y Documento sobre la Iglesia n. 63 del Concilio Vaticano II).
  - La Virgen de Caacupé, además de ser venerada como madre de Jesús y de la Iglesia, es recordada como «auxilio de los afligidos». De este modo se expresa el amor gratuito y preferencial de Dios hacia los pobres.
  - Los cuadros que rodean a la Virgen representan a personas relevantes de los últimos siglos por ardor profético y entrega incondicional a Dios, a la comunidad cristiana y a la sociedad. Algunos fueron significativos a nivel mundial: Papa Juan XXIII y Madre Teresa de Calcuta; otros marcaron el camino en la Iglesia latinoamericana: Mons. Oscar Romero de Salvador; otros de Argentina: el Cura Brochero, Mons. Enrique Angelelli; y, encontrándose el Políptico en la Diócesis de Quilmes, se destaca la figura de su primer Obispo, Mons. Jorge Novak. En las dos procesiones de hombres y mujeres, se recuerda a la muchedumbre de cristianos latinoamericanos que fueron modelo de virtudes y que contribuyeron a la renovación de la sociedad y de la Iglesia.
  - La parte superior, inspirada en el portal del templo de las Reducciones Jesuíticas de San Ignacio Miní (Misiones-Argentina), llama a la memoria el genial trabajo evangelizador y social realizado por los Jesuitas en América Latina. Se representa así la continuidad y la fecundidad de la Evangelización en el continente sudamericano.

## Medios de comunicación

### Periódicos
En orden de aparición
- La Palabra (1925)
- Verdad e Investigación (1985)
- El Pueblo (ya no sale)
- Realidad (ya no sale)
- El Yunque (1994, ya no sale en papel, sólo en la web)
- Decisión (1996, ya no sale en papel, sólo en la web)
- Art. 14 (ya no sale en papel, sólo en la web)
- Principios

En las localidades
- Tres Límites (de El Pato)
- La Misión (de Ranelagh) (1994, ya no sale en papel)
- Las 2 Campanas (de Hudson, ya no sale en papel, sólo es web)
- Aporte Sur (Ranelagh, ya no sale)

### Portales noticiosos
- Centro Informativo Berazategui En la solapa Círculo de la Prensa pueden verse todos los medios
- Ahora Online -AO-
- Periódico El Progreso
- Magazine Web
- Presencia Periodística
- El Noticiero de Berazategui
- Conexión Sur

### Radiales
- FM La Porteña 88.3
- FM 89.3
- FM Amistad 90.5
- FM Ciudad 90.7
- FM Power 90.9
- FM Aries 89.5
- FM Espacio 91.7
- FM Manantial de Vida 92.5 (MDV)
- FM 95.7
- FM Sonidos 96.9
- FM Cristal 98.1
- FM 98.5
- FM 98.9
- FM Del Este 99.3
- FM Tradición 99.7 (folclórica)
- FM Litoral 100.1
- FM 102.5
- FM 104.7
- FM El Patio 105.1
- FM Berazategui 107.7
- FM Alternativa 88.7
- Conexión Berazategui (Online)
- FM Ecos De Lo Alto 93.1
- Radio BL (Online)

En muchos casos, las nuevas FM surgen y cierran en poco tiempo por dificultades para la obtención de publicidad.

### Televisivos
- Canal 4 de Berazategui, ex Teleber y Berazategui TV, transmite por aire en la frecuencia del canal 4 VHF, sistema NTSC.